# Censo costarricense de 1927
El Censo de Población de Costa Rica 1927  se levantó el 31 de diciembre de 1927.
Este cuarto censo fue llevado a cabo por la Oficina Nacional del Censo, equivalente al actual Instituto Nacional de Estadística y Censos (INEC). 

## Resultados
Para 1927 el censo contabiliza a 471,524 habitantes en el país, con una densidad de 8.1 habitantes por kilómetro cuadrado.  En 1892 habían 243,205 habitantes.
| Provincia  | Cantón              | Población en censo de 1927 | Población en censo de 1892 | Variación | Variación porcentual |
| ---------- | ------------------- | -------------------------- | -------------------------- | --------- | -------------------- |
| San José   | San José            | 62 053                     | 39 112                     | 22 941    | 58.65%               |
| San José   | Escazú              | 5113                       | 6522                       | −1409     | -21.60%              |
| San José   | Desamparados        | 9463                       | 6471                       | 2992      | 46.24%               |
| San José   | Puriscal            | 13 329                     | 6845                       | 6484      | 94.73%               |
| San José   | Tarrazú             | 5734                       | 2583                       | 3151      | 121.99%              |
| San José   | Aserrí              | 6592                       | 6030                       | 562       | 9.32%                |
| San José   | Mora                | 7925                       | 5814                       | 2111      | 36.31%               |
| San José   | Goicoechea          | 6496                       | 3341                       | 3155      | 94.43%               |
| San José   | Santa Ana           | 3785                       | -                          | -         | -                    |
| San José   | Alajuelita          | 2571                       | -                          | -         | -                    |
| San José   | Vázquez de Coronado | 4161                       | -                          | -         | -                    |
| San José   | Acosta              | 7474                       | -                          | -         | -                    |
| San José   | Tibás               | 4579                       | -                          | -         | -                    |
| San José   | Moravia             | 2778                       | -                          | -         | -                    |
| San José   | Montes de Oca       | 3676                       | -                          | -         | -                    |
| San José   | Turrubares          | 2742                       | -                          | -         | -                    |
| San José   | Dota                | 4712                       | -                          | -         | -                    |
| Alajuela   | Alajuela            | 25 656                     | 19 300                     | 6356      | 32.93%               |
| Alajuela   | San Ramón           | 13 805                     | 9928                       | 3877      | 39.05%               |
| Alajuela   | Grecia              | 16 130                     | 8797                       | 7333      | 83.36%               |
| Alajuela   | San Mateo           | 3234                       | 3353                       | −119      | -3.55%               |
| Alajuela   | Atenas              | 7631                       | 6208                       | 1423      | 22.92%               |
| Alajuela   | Naranjo             | 7910                       | 6847                       | 1063      | 15.53%               |
| Alajuela   | Palmares            | 6683                       | 2770                       | 3913      | 141.26%              |
| Alajuela   | Poás                | 3570                       | -                          | -         | -                    |
| Alajuela   | Orotina             | 4151                       | -                          | -         | -                    |
| Alajuela   | San Carlos          | 5719                       | -                          | -         | -                    |
| Alajuela   | Zarcero             | 3088                       | -                          | -         | -                    |
| Cartago    | Cartago             | 26 909                     | 25 898                     | 1011      | 3.90%                |
| Cartago    | Paraíso             | 7900                       | 7819                       | 81        | 1.04%                |
| Cartago    | La Unión            | 4972                       | 4256                       | 716       | 16.82%               |
| Cartago    | Jiménez             | 5892                       | -                          | -         | -                    |
| Cartago    | Turrialba           | 15 814                     | -                          | -         | -                    |
| Cartago    | Alvarado            | 3568                       | -                          | -         | -                    |
| Cartago    | Oreamuno            | 5143                       | -                          | -         | -                    |
| Heredia    | Heredia             | 12 667                     | 16 480                     | −3813     | -23.14%              |
| Heredia    | Barva               | 3482                       | 2964                       | 518       | 17.48%               |
| Heredia    | Santo Domingo       | 6089                       | 5118                       | 971       | 18.97%               |
| Heredia    | Santa Bárbara       | 3997                       | 2845                       | 1152      | 40.49%               |
| Heredia    | San Rafael          | 4163                       | 4204                       | −41       | -0.98%               |
| Heredia    | San Isidro          | 2744                       | -                          | -         | -                    |
| Heredia    | Belén               | 2782                       | -                          | -         | -                    |
| Heredia    | Flores              | 2483                       | -                          | -         | -                    |
| Guanacaste | Liberia             | 7322                       | 5883                       | 1439      | 24.46%               |
| Guanacaste | Nicoya              | 11 005                     | 4577                       | 6428      | 140.44%              |
| Guanacaste | Santa Cruz          | 10 390                     | 5948                       | 4442      | 74.68%               |
| Guanacaste | Bagaces             | 1890                       | 1476                       | 414       | 28.05%               |
| Guanacaste | Carrillo            | 5364                       | -                          | -         | -                    |
| Guanacaste | Cañas               | 3500                       | 2165                       | 1335      | 61.66%               |
| Guanacaste | Abangares           | 5540                       | -                          | -         | -                    |
| Guanacaste | Tilarán             | 6131                       | -                          | -         | -                    |
| Puntarenas | Puntarenas          | 14 746                     | 8869                       | 5877      | 66.26%               |
| Puntarenas | Esparza             | 5314                       | 3298                       | 2016      | 61.13%               |
| Puntarenas | Montes de Oro       | 4312                       | -                          | -         | -                    |
| Puntarenas | Osa                 | 4367                       | -                          | -         | -                    |
| Limón      | Limón               | 22 424                     | 7484                       | 14 940    | 199.63%              |
| Limón      | Pococí              | 2974                       | -                          | -         | -                    |
| Limón      | Siquirres           | 6880                       | -                          | -         | -                    |